# Língua nubi
O nubi (também Ki-Nubi) é uma língua crioula com base no árabe sudanês falada em Uganda nas proximidades de Bomba e no Quênia na favela de Kibera, pelos núbios de Uganda, muitos dos quais são descendentes de soldados sudaneses de Emin Pascha, soldados que foram assentados lá pela  administração colonial britânica. Era falado por cerca de 15 mil pessoas em Uganda em 1991 (de acordo com o censo), e cerca de 10 mil no Quênia; outra fonte estima cerca de 50.000 falantes em 2001. 90% do léxico deriva do árabe, mas a gramática foi simplificada, assim como o sistema de som. Nairóbi tem a maior concentração de falantes nubi. O nubi tem os processos de prefixação, sufixação e composição também presentes no árabe.
Muitos falantes de nubi são do povo Kakwa que vieram da região Nubian, primeiro para Equatória, e de lá para o sul em Uganda e na República Democrática do Congo. Eles ganharam destaque sob o presidente de Uganda Idi Amin, que era Kakwa.
Jonathan Owens argumenta que o Nubi constitui um grande contraexemplo às teorias de formação da língua crioula de Derek Bickerton, mostrando "não mais do que uma semelhança casual com as características crioulas universais de Bickerton", apesar de cumprir perfeitamente as condições históricas esperadas para levar a tais recursos.

## Escrita
A língua Nubi usa a escrita árabe.

## Fonologia e gramática

### Vogais[4][2]
Existem cinco vogais em Nubi. As vogais não são distinguidas pelo comprimento, exceto em pelo menos duas exceções dos nubi quenianos (que não estão presentes nos dialetos de Uganda) onde "bara" significa "fora" sendo um advérbio enquanto "baara" significa" o lado de fora" sendo um substantivo, também em "saara" que significa "enfeitiçar" comparado com "sara" de significado "rebanho, gado", Apesar disso, há uma tendência das vogais em sílabas tônicas serem registradas como vogais longas.
|         | Anterior | Posterior |
| ------- | -------- | --------- |
| Fechada | i        | u         |
| Medial  | e        | o         |
| Aberta  | a        | a         |

Cada uma das vogais tem vários alofones e o som exato da vogal depende das consoantes circundantes.

### Consoantes[4][2]
|                            |                            | Bilabial | Labiodental | Dental | Alveolar | Retroflexa | Pós-alveolar | Palatal | Velar | Uvular | Faríngea | Glotal |
| -------------------------- | -------------------------- | -------- | ----------- | ------ | -------- | ---------- | ------------ | ------- | ----- | ------ | -------- | ------ |
| Plosiva                    | surda                      | p        |             |        | t        |            |              |         | k     | (q)    |          | (ʔ)    |
| Plosiva                    | sonora                     | b        |             |        | d        |            |              |         | ɡ     |        |          |        |
| Nasal Oclusiva             | Nasal Oclusiva             | m        | (ɱ)         |        | n        |            |              | ɲ       | (ŋ)   |        |          |        |
| Fricativa                  | surda                      |          | f           | (θ)    | s        |            | ʃ            |         | (x)   |        | (ħ)      | h      |
| Fricativa                  | sonora                     |          | v           | (ð)    | z        |            |              |         |       |        |          |        |
| Africada                   | surda                      |          |             |        |          |            | tʃ           |         |       |        |          |        |
| Africada                   | sonora                     |          |             |        |          |            | dʒ           |         |       |        |          |        |
| Vibrante Múltiplal/Simples | Vibrante Múltiplal/Simples |          |             |        | r        | (ɽ)        |              |         |       |        |          |        |
| Lateral                    | Lateral                    |          |             |        | l        |            |              |         |       |        |          |        |
| Aproximante                | Aproximante                |          |             |        |          |            |              | j       | w     |        |          |        |

Os falantes podem usar fonemas árabes padrão para palavras para as quais a pronúncia árabe foi aprendida. A versão a consoante retroflexa do som /r/ também pode ocorrer e alguns dialetos usam /l/ em seu lugar. Geminações são muito incomuns em Nubi. Esses fonemas menos comuns são mostrados entre colchetes.
Ineke Wellens fornece a seguinte ortografia para Nubi onde ela difere dos símbolos IPA: /ʃ/ = sh; /tʃ/ = ch; /dʒ/ = j; /ɲ/ = ny; /w/ = w or u; /j/ = y or i; /θ/ = th; /ð/ = dh; /x/ = kh; /ħ/ = ḥ.

### Sílabas
Sílabas normalmente têm uma estrutura CV, VC, V ou CVC com VC ocorrendo apenas nas sílabas iniciais. CC final e inicial ocorrem apenas em alguns exemplos específicos, como "skul" que significa "escola" ou "sems" significa "sol".
A tonicidade pode mudar o significado das palavras. Ex.: "saba" que significa "sete" ou "manhã" dependendo se a ênfase está na primeira ou na segunda sílabas, respectivamente. As vogais são frequentemente omitidas em sílabas finais átonas e, às vezes, até mesmo nas sílabas finais tônicas "u" a forma passiva pode ser excluída após "m", "n", "l", "f" ou "b". Isso pode fazer com que as sílabas sejam realinhadas, mesmo entre as palavras.